# جون كريغ
جون كريغ (بالإنجليزية: John Greig)‏ (و. 1942  م) هو لاعب كرة قدم، ولاعب كرة السلة، ومدرب كرة قدم، من المملكة المتحدة، ولد في إدنبرة، يلعب كمُدَافِع.

## جوائز
حصل على جوائز منها:
- عضو رتبة الإمبراطورية البريطانية.

## روابط خارجية
- جون كريغ على موقع الاتحاد الإسكتلندي (الإنجليزية)
- جون كريغ على موقع قاعدة بيانات كرة القدم.إي يو (الإنجليزية)
- جون كريغ على موقع ناشيونال فوتبول تيمز (الإنجليزية)
- جون كريغ قاعة قاعة إسكتلندا للمشاهير الرياضية (الإنجليزية)